# Koningin Marcia
Koningin Marcia was volgens de legende, zoals beschreven door Geoffrey of Monmouth koningin van Brittannië van 363 v.Chr. - 358 v.Chr. en regentes voor haar zoon Sisillius. Zij was de derde Britse koningin, en besteeg de troon na de dood van haar man Guithelin.
Toen Guithelin stierf was de wettelijke troonopvolger, zijn zoon Sissilius, nog maar zeven jaar. Marcia nam als regentes zijn plaats in. Zij was een ontwikkelde vrouw, met belangstelling voor kunst en recht. Ze stelde een reeks wetten op, bekend als de Lex Martiana (De wetten van Marcia). Deze wetten zouden later door koning Alfred de Grote worden vertaald in het Engels, en hernoemd worden naar de Mercian Law.
Marcia regeerde Brittannië vele jaren voordat ze werd opgevolgd door haar zoon Sisillius.